# Натали Ууд
Натали Ууд (на английски: Natalie Wood) е американска филмова актриса от руски произход, родена през 1938 година, починала през 1981 година. Започвайки участието си в киното още от ранна детска възраст, Ууд се превръща в една от най-популярните холивудски звезди от 1950-те, 1960-те и 1970-те години. До 25-ата си годишнина тя вече има три номинации за награда „Оскар“.
Натали има по-малка сестра – Светлана Захаренко, която също става актриса под името Лана Ууд. Двете имат и по-голяма полусестра – Олга Вириапаеф.

## Биография
Натали Ууд е родена като Наталия Николаевна Захаренко на 20 юли 1938 година в Сан Франциско, Калифорния, в семейството на руските имигранти Николай Степанович Захаренко и Мария Степановна (1912 – 1996). Баща ѝ е роден във Владивосток. Той заедно с майка си и двамата си братя емигрират в Монреал, Канада, премествайки се по-късно в Сан Франциско. Майката на Натали произхожда от Барнаул, Южен Сибир, но е израснала в град Харбин, днес в Китай, където семейството ѝ бяга по времето на Октомврийската революция.
Малко след раждането на Натали семейството се премества в Санта Роза, Калифорния. Тук, по време на краткото си появяване като дете в снимките на един филм, на 5-годишна възраст е забелязана от режисьора Ървинг Пичел, който запазва връзката с нейните родители. През следващите години Натали се появява в няколко заглавия като дете актьор, сред които е „Утре е завинаги“ (1946) с участието на Орсън Уелс. Така се стига до подписване на договор с холивудското студио 20th Century Fox за първата главна роля на Ууд в класическия коледния хит „Чудо на 34-та улица“ (1947) на режисьора Джордж Сийтън, ненавършила 9 години, тя е сред звездите в този филм. В месеците след пускането на филма, Натали става толкова популярна, че веригата универсални магазини „Мейси“ я кани за годишния си парад по случай Деня на благодарността. Няколко години по-късно блести заедно с Джеймс Дийн в култовия „Бунтовник без кауза“ (1955), за което е номинирана за „Оскар“ за поддържаща роля. През 1961 година, тя е звездата в два от филмите на годината – музикалния „Уестсайдска история“ и „Великолепие в тревата“ на Елия Казан, за втория от които е номинирана отново за „Оскар“, този път за главна роля. Сред останалите основни заглавия с нейно участие са „Търсачите“ (1956) на Джон Форд, „Циганка“ (1962) на Мървин Лерой и „Любов с точния непознат“ (1963), където си партнира със Стийв Маккуин, получавайки отново номинация за „Оскар“.
Нещастен случай през 1981 година на остров Санта Каталина до калифорнийския бряг води до нейната преждевременна кончина само на 43-годишна възраст.

## Избрана филмография
| година | филм                        | оригинално заглавие           | роля                 | режисьор                   | бележки                            |
| ------ | --------------------------- | ----------------------------- | -------------------- | -------------------------- | ---------------------------------- |
| 1947   | Чудо на 34-та улица         | Miracle on 34th Street        | Сюзън Уолкър         | Джордж Сийтън              |                                    |
| 1950   | Джакпотът                   | The Jackpot                   | Филис Лорънс         | Уолтър Ланг                |                                    |
| 1951   | Синият воал                 | The Blue Veil                 | Стефани Роулинс      | Къртис Бернхард            |                                    |
| 1955   | Бунтовник без кауза         | Rebel Without a Cause         | Джуди                | Никълъс Рей                | номинация за Оскар                 |
| 1956   | Следотърсачите              | The Searchers                 | Деби Едуардс         | Джон Форд                  |                                    |
| 1958   | Марджъри Морнингстар        | Marjorie Morningstar          | Марджъри Морнингстар | Ървинг Рапър               |                                    |
| 1961   | Великолепие в тревата       | Splendor in the Grass         | Уилма Дийн           | Елия Казан                 | номинация за Оскар и Златен глобус |
| 1961   | Уестсайдска история         | West Side Story               | Мария                | Робърт Уайз, Джером Робинс |                                    |
| 1962   | Циганка                     | Gypsy                         | Луиз                 | Мървин Лерой               |                                    |
| 1963   | Любов с подходящия непознат | Love with the Proper Stranger | Анджи Росини         | Робърт Мълиган             | номинация за Оскар и Златен глобус |
| 1965   | Дейзи Кловър отвътре        | Inside Daisy Clover           | Дейзи Кловър         | Робърт Мълиган             | номинация за Златен глобус         |
| 1966   | Това имущество е бракувано  | This Property Is Condemned    | Алва Стар            | Сидни Полак                | номинация за Златен глобус         |
| 1969   | Боб, Керъл, Тед, Алис       | Bob & Carol & Ted & Alice     | Керъл Сандърс        | Пол Мазурски               |                                    |
| 1975   | Частен детектив             | Peeper                        | Елън Прендергаст     | Питър Хаймс                |                                    |

### Телевизионни филми
| година | филм                               | оригинално заглавие   | роля        | режисьор      | бележки                          |
| ------ | ---------------------------------- | --------------------- | ----------- | ------------- | -------------------------------- |
| 1976   | Котка върху горещ ламаринен покрив | Cat on a Hot Tin Roof | Маги        | Джордж Сийтън | ТВ филм                          |
| 1979   | Оттук до вечността                 | From Here to Eternity | Карън Холмс | Джордж Сийтън | ТВ сериал, награда Златен глобус |